# 一億総リミッター解除バラエティ 衝動に駆られてみる
『一億総リミッター解除バラエティ 衝動に駆られてみる』（いちおくそうリミッターかいじょバラエティ しょうどうにかられてみる）は、2023年5月8日から2023年9月25日までテレビ朝日で放送されていたバラエティ番組である。

## 概要
2023年4月1日（3月31日深夜）で終了した番組『タモリ倶楽部』と同じくハウフルスが制作を担当する深夜番組。
本番組にレギュラー出演する市川紗椰、山添寛（相席スタート）は「日本衝動開発機構（JIDO）」の調査員に扮し、「駆られ人」と称したゲストの衝動をまとめたVTRを鑑賞するほか、ゲストとスタジオで対談する。最後はゲストの衝動が爆発した瞬間を収めた「エクスタシーフェイス」を紹介して締める。
2023年秋の改編にて本番組の放送枠に『有吉クイズ』が枠移動したことにより、当番組は同年9月25日の放送で終了となった。

### 司会者
- 市川紗椰
- 山添寛（相席スタート）

### スタッフ
- ナレーター：野村真季（テレビ朝日アナウンサー）
- 構成：竹村武司、佐藤隆輔、岡田樹彦（岡田→#2までリサーチ）
- CAM：二宮塁
- ロケCAM：渡辺敬太【週替り】
- 音声：恒川いづみ、石田崇【週替り】
- 編集：高木晋倫・村本直矢（共にミックビジョン）【週替り】
- MA：鈴木公祥・中塚恭輔（共にミックビジョン）【週替り】
- 音効：黒澤隆昌（佳夢音）
- TK：後藤有紀
- ヘアメイク：安田有里、千葉万理子
- タイトル・ロゴデザイン：ZUMA
- 技術協力：TORIDE、南麻布MICStudio、ミックビジョン
- 編成：熊谷和也・辻慈生（共にテレビ朝日）
- 宣伝：高橋夏子（テレビ朝日）
- デスク：小林裕美子（テレビ朝日）
- AD：長谷優作、吉田鮎美、岡崎麟太郎[2]、原田雄大
- ディレクター：籾山祐樹、杉本篤史、榊俊平（ハウフルス）【毎週】、石田陽希（ハウフルス）【週替り】
- 演出：山田謙司（ハウフルス）
- プロデューサー：米山聡（テレビ朝日）、清水紀枝・田中優（共にハウフルス）
- ゼネラルプロデューサー：髙橋正輝（テレビ朝日）
- 制作協力：ハウフルス
- 制作：テレビ朝日ビジネスソリューション本部 コンテンツ編成局第1制作部
- 制作著作：テレビ朝日

### 各話リスト
| ＃ | サブタイトル                                                                  | ゲスト出演者      | 初回放送日    | 備考   |
| --- | ----------------------------------------------------------------------------- | ----------------- | ------------- | ------ |
| 1 | 刷りたての本の匂いに抱かれたい！！                                            |                   | 2023年 5月8日 | [ 3 ]  |
| 駆られ人： 記念すべき第一回の【駆られ人】は、「本の匂いに取りつかれた女性」が登場。本の紙とインクの混ざった香りを吸い込むのが最上の喜びという彼女。番組では、本の匂いを嗅ぎまくる日常生活に密着!!さらに、彼女が主催する「本を嗅ぐ会」なる謎の集会も!?そんな彼女の抑えられない衝動は「刷りたての本の匂いに抱かれたい!!」果たして、この衝動をどうやって爆発させるのか!? |                                                                               |                   |               |        |
| 2 | 刷りたての本の匂いに抱かれたい！！＆アリで虹を作りたい！！                    |                   | 5月15日       |        |
| 駆られ人： 「本の匂いを嗅ぐ女」が今夜完結!!「刷りたての本の匂いに抱かれたい」という衝動を開放した彼女の反応は!?さらに、アリの魅力に取りつかれた大学教授が登場!意外と知らない驚きのアリの生態の数々!!アリを愛しすぎる教授がおもしろすぎるアリの魅力をレクチャー!そんな教授の衝動は「アリで虹を作りたい!!」一体どうやって小さいアリで虹を作るのか…!? |                                                                               |                   |               |        |
| 3 | 富士そばを1800杯食べた男の衝動・幻の珍そば！                                  |                   | 5月22日       |        |
| 駆られ人： 有名そばチェーン店・富士そばを年間200杯食べる「珍そばハンター」が登場!店舗ごとに作られるオリジナルメニュー“珍そば”。彼がこれまで食してきた驚きの珍そばの数々を大公開!彼がもう一度食べたい幻の珍そばとは!?＆アリに取りつかれた男完結編!「アリで虹を作りたい」という衝動は成功するのか!! |                                                                               |                   |               |        |
| 4 | 富士そばを1800杯食べた男の衝動！幻の珍そば＆もぐらたたきの革命児              |                   | 5月29日       |        |
| 駆られ人： 有名そばチェーン店・富士そばを年間200杯食べる「珍そばハンター」完結編!!9年前に初めて口にした“幻の珍そば”とついに再会!!さらに、「モグラたたきに革命を起こした男」が登場!モグラたたきの知られざる歴史や驚きの進化も!モグラたたきを極めた男が、親にどうしても見てもらいたい姿とは!? |                                                                               |                   |               |        |
| 5 | 鯉のぼりになって大空を泳ぎたい！！／モグラたたきの革命児完結編！              |                   | 6月5日        |        |
| 駆られ人： 開発者としてのプライドをかけた渾身のモグラたたき。驚異のテクニックが炸裂！！さらに、“鯉のぼりになりたい男”が登場！ヒューマンフラッグという競技でかつて日本一にまでなった筋肉男が、「鯉のぼりのように、大空を泳ぎたい」という衝動を爆発させる！ |                                                                               |                   |               |        |
| 6 | 泳いでいるイカのお腹を真下からジロジロ見たい！                                |                   | 6月12日       |        |
| 駆られ人： イカを心の底から愛する女性が登場！イカの地位向上を目指す「日本いか連合」の代表も務める彼女。イカの同人誌、イカの解剖など、イカで溢れかえったプライベートに迫る！そんな彼女の衝動は「泳いでいるイカのお腹を、真下からジロジロ見たい」。水族館でもなかなかお目にかかれない“真下からのイカ”。番組がオリジナルの水槽を用意し衝動を開放します！ |                                                                               |                   |               |        |
| 7 | 一流アスリートとコラボして超巨大な風船ガムを膨らませたい！                    |                   | 6月19日       |        |
| 駆られ人： ガムを溺愛する男が登場！ガムが好きすぎるあまりに大手お菓子メーカーに就職、ガムの研究に没頭する彼の日常に迫る！スタジオでは「ハンバーグ味」「ナポリタン味」など衝撃のガムを試食！その再現度やいかに！？そして一流アスリート（？）と協力し、ガムで超巨大風船の作成に挑みます！！ |                                                                               |                   |               |        |
| 8 | 47都道府県のお米をまとめて食べたい                                            | 北野日奈子        | 6月26日       |        |
| 駆られ人：小林健志 五ツ星お米マイスターなどの資格を持つ“お米界のファンタジスタ”が登場！普段は浅草橋で明治から続く精米店を営む駆られ人。そんな彼の衝動は「47都道府県のお米を一気に食べたい！」というもの。というわけで、番組で47台の炊飯器を準備し、47都道府県のお米を一気に炊くという、前代未聞と思われる試みに挑みます！果たして、全都道府県のお米を制覇できるのか！？ |                                                                               |                   |               |        |
| 9 | 100年以上前の文房具でコピー印刷の実験をしたい                                 | 岡村ほまれ        | 7月3日        |        |
| 駆られ人：たいみち 古文房具蒐集家のたいみち所有の古文房具コレクションを紹介し、100年以上前の文房具（コッピープレス、コッピー鉛筆）を使ったコピー機の実験をJIDO隊員が初めて体験する。 |                                                                               |                   |               |        |
| 10 | 古代ギリシャ研究科 古代の自動ドア再現!?                                       | 野上慎平          | 7月10日       |        |
| 駆られ人：藤村シシン 日本大学理工学部の協力で古代ギリシャの自動ドアを現代に再現し、古代ギリシャ研究家の藤村シシンが自動ドアから登場したいという夢を叶える。 |                                                                               |                   |               |        |
| 11 | 出来立ての崎陽軒シウマイ弁当が食べたい                                        | 岩立沙穂（AKB48） | 7月17日       |        |
| 駆られ人：岩立沙穂（AKB48） 京王百貨店で行われた『元祖 有名駅弁と全国うまいもの大会』の催事で買った駅弁を食べてから嵌り、駅弁の掛け紙（包装紙）を収集するほどのマニアぶりを見せる岩立沙穂が推す駅弁を紹介、崎陽軒シウマイ弁当の出来立てを食べたいという夢を崎陽軒 横浜工場で叶える。 |                                                                               |                   |               |        |
| 12 | 草野球界のカリスマの衝動「超レアなトリプルプレーを決めたい！」                |                   | 7月31日       |        |
| 駆られ人：トクサン（野球系YouTuber） 野球YouTuberトクサンが登場!甲子園にも出場した野球一筋30年の彼は、現在も強豪草野球チームで絶対的サードとして君臨!!自身のチャンネル「トクサンTV」には、メジャーリーガーのダルビッシュ有をはじめ、数々の有名選手が出演するなどプロからも注目の人物!そんなトクサンの衝動は…「超レアなトリプルプレーを決めたい!」相手チームにも協力してもらい、試合の中でトリプルプレーの達成を目指す!30年に及ぶ野球人生の中でも目の前で一度も見たことがないという、激ムズ&激レアなトリプルプレー達成なるか!? |                                                                               |                   |               |        |
| 13 | コインの表裏の確率の真実を見たい！                                            | 山本浩司、関太    | 8月7日        |        |
| 駆られ人：山澤浩司（芝浦工業大学教授） 数式の魅力に取りつかれた大学教授が登場!“割り算フェチ”と呼ばれる教授が、芸術的美しさを誇る数式の数々を紹介!一体なぜ??摩訶不思議な数式の世界に誘います!さらに今回の衝動に関係があるというタイムマシーン3号も登場!数学とタイムマシーン3号にどんな関わりが?? |                                                                               |                   |               |        |
| 14 | 本場インドのレトルトカレーフェス!!                                            |                   | 8月21日       |        |
| 駆られ人：ティワリ・アヌラグ、ニンバルカル・シャンタヌ 今回は初の外国人の衝動!インド食材とスパイスの専門店で、販売コンシェルジュを務める2人が登場!100種類を超えるスパイスや調味料、冷凍食品まで、インド食材のスペシャリストである彼らがオススメする、インドで人気の本場のレトルトカレーの数々を紹介!さらに驚きの結婚事情など、知られざるインドの文化も!そんな彼らの衝動は、意外にも食べたことがないという「日本のカレーではお馴染みの“ある食材”を食べてみたい」。初体験の日本の味に思わず…!                                   |                                                                               |                   |               |        |
| 15 | BEYOOOOONDS一岡伶奈が登場!鉄道の座席愛が爆発&東京メトロ車両基地で激レア体験!! | 一岡伶奈          | 9月4日        |        |
| 駆られ人：一岡伶奈（BEYOOOOONDS） 鉄道大好きアイドルBEYOOOOONDSの一岡伶奈が登場!多様化する鉄道ファンのジャンルの中で、彼女は鉄道の座席にどっぷりハマった「座り鉄」。これまで120種以上の座席に座ってきた彼女がスタジオでその魅力を存分に語る!さらに、同じく鉄道ファンの市川と「鉄道座席クイズ」で対決＆今オススメの座席を一挙大公開!そんな彼女の衝動は「新車両の座席に最初に座りたい!」衝動を叶えるために、東京メトロの車両基地へ!レアすぎる体験の数々に大興奮!                                                                |                                                                               |                   |               |        |
| 16 | 奥深すぎる「行き止まり」の魅力！ドンツキ協会の衝動!!                          |                   | 9月11日       |        |
| 駆られ人：ドンツキ協会（齊藤佳、木村吉見、ヤスシコーチ） 行き止まりの魅力に取りつかれた「ドンツキ協会」の3人が登場！これまで2000近くのドンツキを調査してきた彼ら。スタジオでは、驚きの珍しいドンツキの数々を紹介！「見えないドンツキ」って一体どんなドンツキ??奥深すぎるドンツキの世界に市川＆山添もいつしか夢中に…！そんな彼らの衝動は、ドンツキの“新しい利用法”。衝撃的な利用法とは!? |                                                                               |                   |               |        |
| 17 | 緊急調査！国民の衝動を徹底リサーチ！衝動に駆られることはありますか？          |                   | 9月18日       |        |
| 駆られ人：－ 今回は、緊急国民衝動調査!!待ちゆく人に声をかけ、日頃どんな衝動を抱いているのかを徹底リサーチ!!さらに、その衝動を叶える姿にも密着！猫大好き女性の衝動は、猫の○○の匂いを大量に嗅ぎたい!?占い師の衝動は、思わず納得！街で気になる人の○○を聞いてみたい！さらに、鉄板焼き店店主の衝動は、160万円の鉄板で巨大○○を作りたい！人々が持つ多種多様な衝動の数々に驚きと感動が…!? |                                                                               |                   |               |        |
| 18 | ついに最終衝動観測!!市川と山添が衝動に駆られてみる！                          |                   | 9月25日       | 最終回 |
| 駆られ人：市川紗椰、山添寛 ついに最終衝動観測!!今回は、調査員の市川と山添が衝動を大解放!!市川の衝動は大好きなアメリカンドッグのあれを大量に〇〇したい＆ちょっと怪しい“あの毛”を〇〇したい!?謎すぎる衝動が大爆発！山添の衝動は、最強のカツカレーを作りたい！果たして、その作り方とは!?衝撃の味に思わず…!! |                                                                               |                   |               |        |

## ネット局
| 放送期間                | 放送時間                     | 放送局       | 対象地域   | 備考   |
| ----------------------- | ---------------------------- | ------------ | ---------- | ------ |
| 2023年5月8日 - 9月25日  | 月曜 0:25 - 0:55（日曜深夜） | テレビ朝日   | 関東広域圏 | 制作局 |
|                         |                              | 東日本放送   | 宮城県     | -      |
|                         | 月曜 0:55 - 1:25（日曜深夜） | 新潟テレビ21 | 新潟県     | -      |
| 2023年5月19日 - 9月29日 | 金曜 0:45 - 1:15（木曜深夜） | 山口朝日放送 | 山口県     | -      |